# Cuarteles de Hyde Park (Sídney)

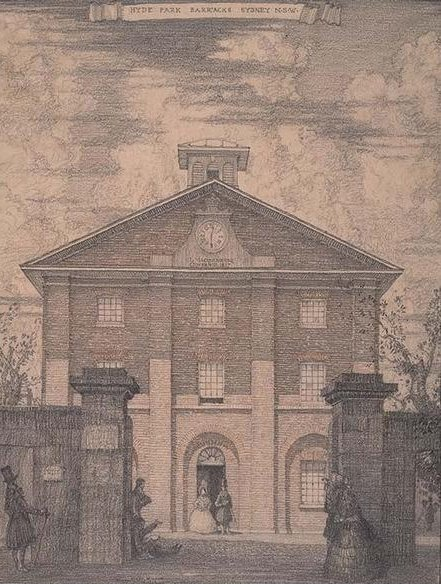
Los cuarteles de Hyde Park, en Sídney, en un dibujo de 1914, por William Hardy Wilson.

Los cuarteles de Hyde Park, en Sídney, Australia, fueron construidos entre 1817 y 1819, bajo el gobierno de Lachlan Macquarie, como lugar de confinamiento y residencia de convictos empleados como obreros durante la colonización británica. Fueron proyectados por Francis Howard Greenway, arquitecto inglés también deportado como falsificador a las antípodas, y que realizó una obra notable en ladrillo inspirada en el predominante estilo georgiano. Su utilización inicial concluyó a mediados del siglo XIX, cuando los convictos fueron trasladados a la isla de Cuckatoo. Posteriormente tuvo diversos usos desde imprenta hasta juzgados. En la actualidad aloja un museo sobre la historia del edificio.
El edificio, de un dormitorio central en tres plantas dentro de un recinto ortogonal limitado por altos muros y con pabellones cupulados a cada esquina para celdas y vigilancia del conjunto, es considerado uno de los más significativos ejemplos de la arquitectura carcelaria de los imperios europeos en ultramar, según la Unesco. Forma parte junto con otros diez edificios del conjunto denominado Sitios australianos de presidios, de la lista del Patrimonio de la Humanidad, desde el año 2010.